# 雲仙觀光酒店

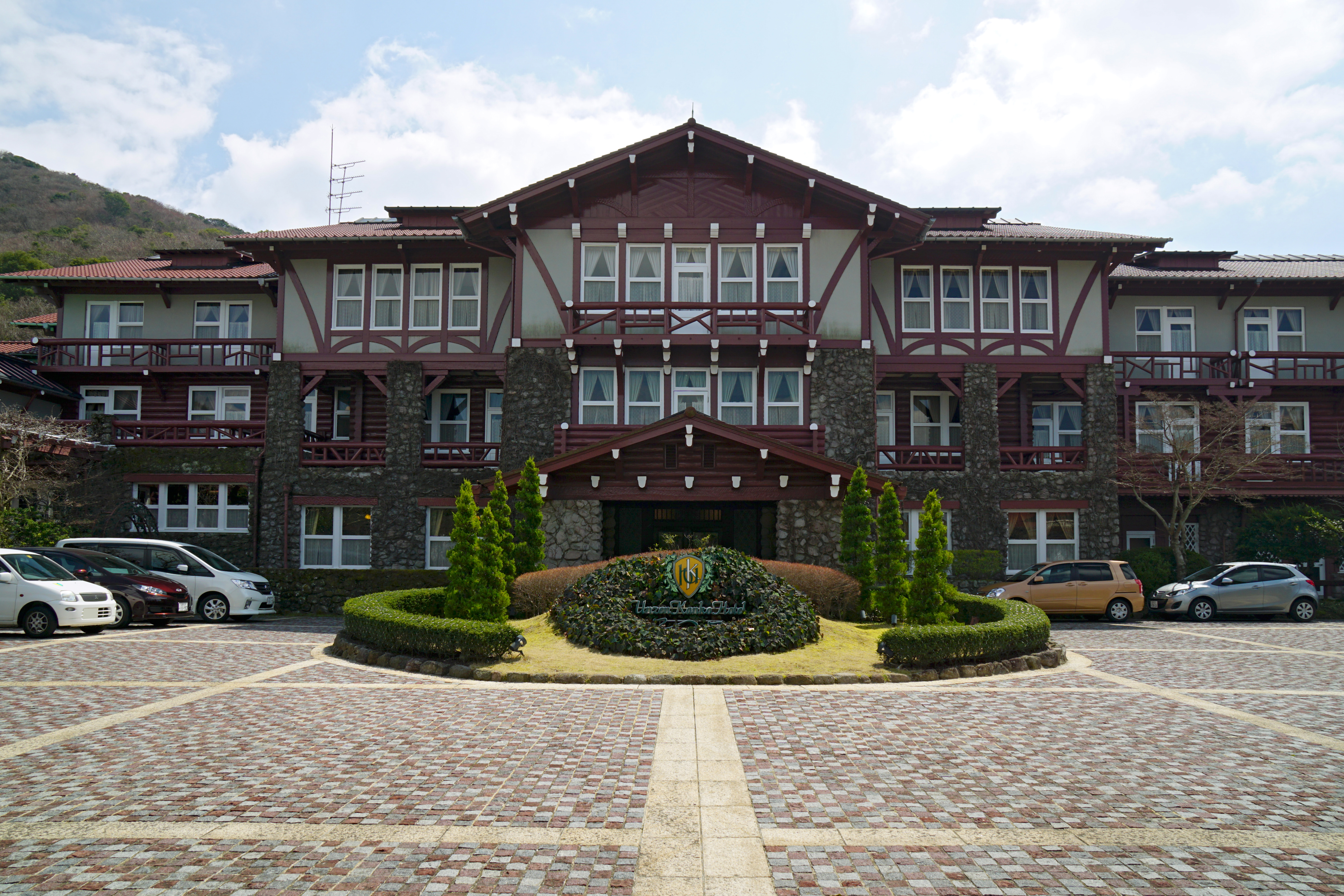

雲仙觀光酒店（日语：雲仙観光ホテル）是位於日本長崎縣雲仙市小濱町雲仙的一座高檔酒店。這座酒店是當時鐵道省計劃修建的15座國策酒店之一。

## 外部連結
- 雲仙観光ホテルホームページ （页面存档备份，存于）
- 国際観光ホテル整備法登録ホテル （页面存档备份，存于）
- 国指定文化財データベース – 雲仙観光ホテル （页面存档备份，存于）